# Římskokatolická farnost Františkovy Lázně
Římskokatolické farnosti Františkovy Lázně město a venkov jsou farnosti chebského vikariátu. Duchovní správu zajišťuje Rytířský řád křižovníků s červenou hvězdou, pověřenou osobou je P. Jan Janeček, O.Cr.

## Současné členění farností
Farnost Františkovy Lázně - město
- -farní kostel Povýšení sv. Kříže

Farnost Františkovy Lázně - Venkov
Horní Lomany
- farní kostel sv. Jakuba Většího

Libá
- filiální kostel svaté Kateřiny Alexandrijské

Milhostov
- filiální kostel svatého Mikuláše

Ostroh
- filiální kostel svatého Wolfganga

Třebeň
- filiální kostel svatého Vavřince